# Samyang Foods
Samyang Foods Co., Ltd. er en sydkoreansk fødevareproducent grundlagt den 15. september 1961 af Jeon Jung-yoon. Dets produkter sælges over hele verden.